# Vithalsad häger
Vithalsad häger (Ardea pacifica) är en fågel i familjen hägrar inom ordningen pelikanfåglar.

## Utseende
Vithalsad häger är en stor mörkgrå häger med vitt på huvud och hals. I flykten syns vita "strålkastare" på vingens framkant. Den har vanligen svarta ben.

## Utbredning och systematik
Fågeln häckar i våtmarker över stora delen av Australien. Icke-häckande individer förekommer även i våtmarksområden på Tasmanien och södra Nya Guinea. Den behandlas som monotypisk, det vill säga att den inte delas in i några underarter.

## Levnadssätt
Vithalsad häger hittas vanligen nära vatten. Den ses oftast enstaka, men kan också uppträda i stora spridda grupper under födosök i fuktiga hagar och gräsmarker.

## Status och hot
Arten har ett stort utbredningsområde och det finns inga tecken på vare sig några substantiella hot eller att populationen minskar. Utifrån dessa kriterier kategoriserar IUCN arten som livskraftig (LC). Världspopulationen uppskattas till mellan 10 000 och 100 000 individer.

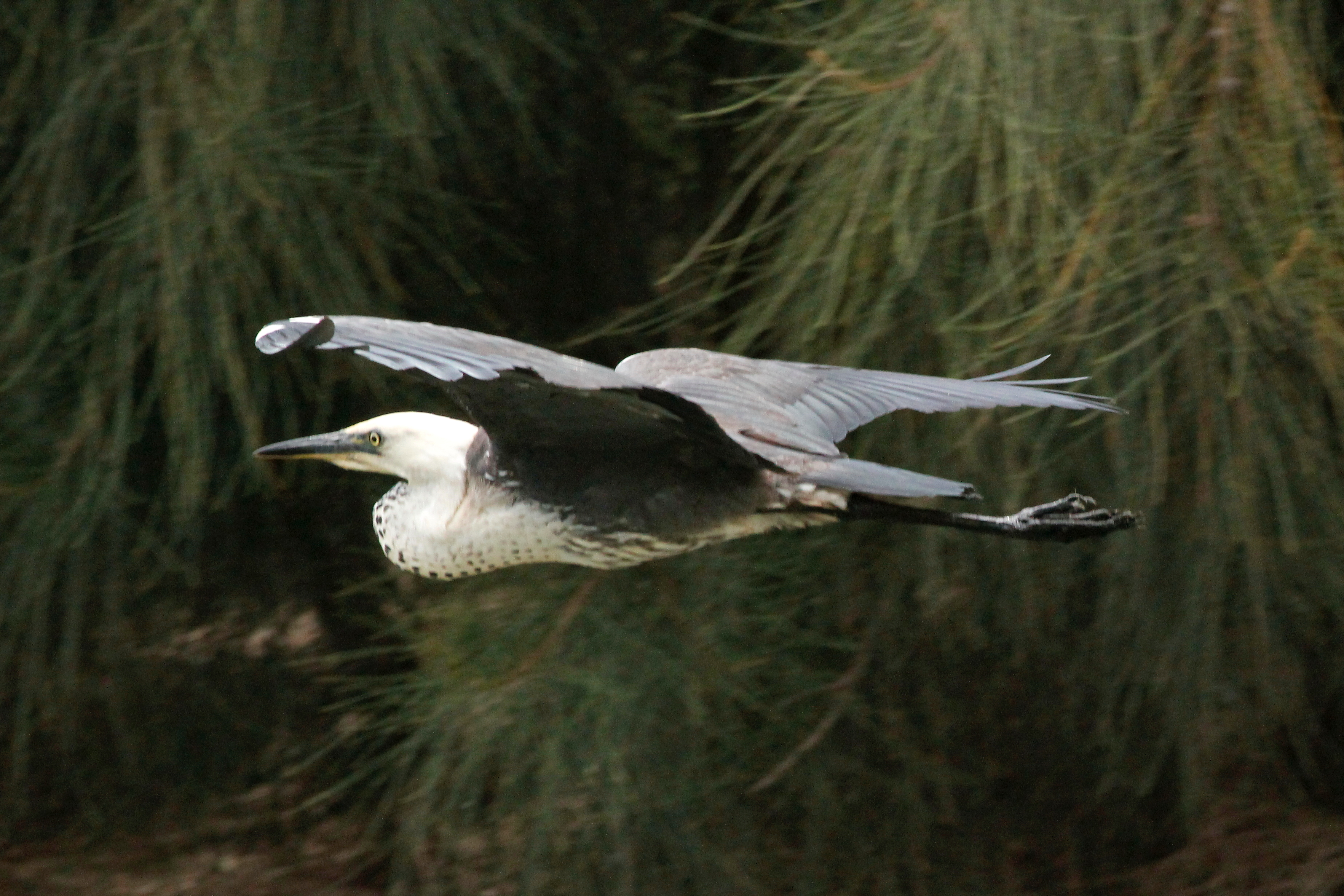
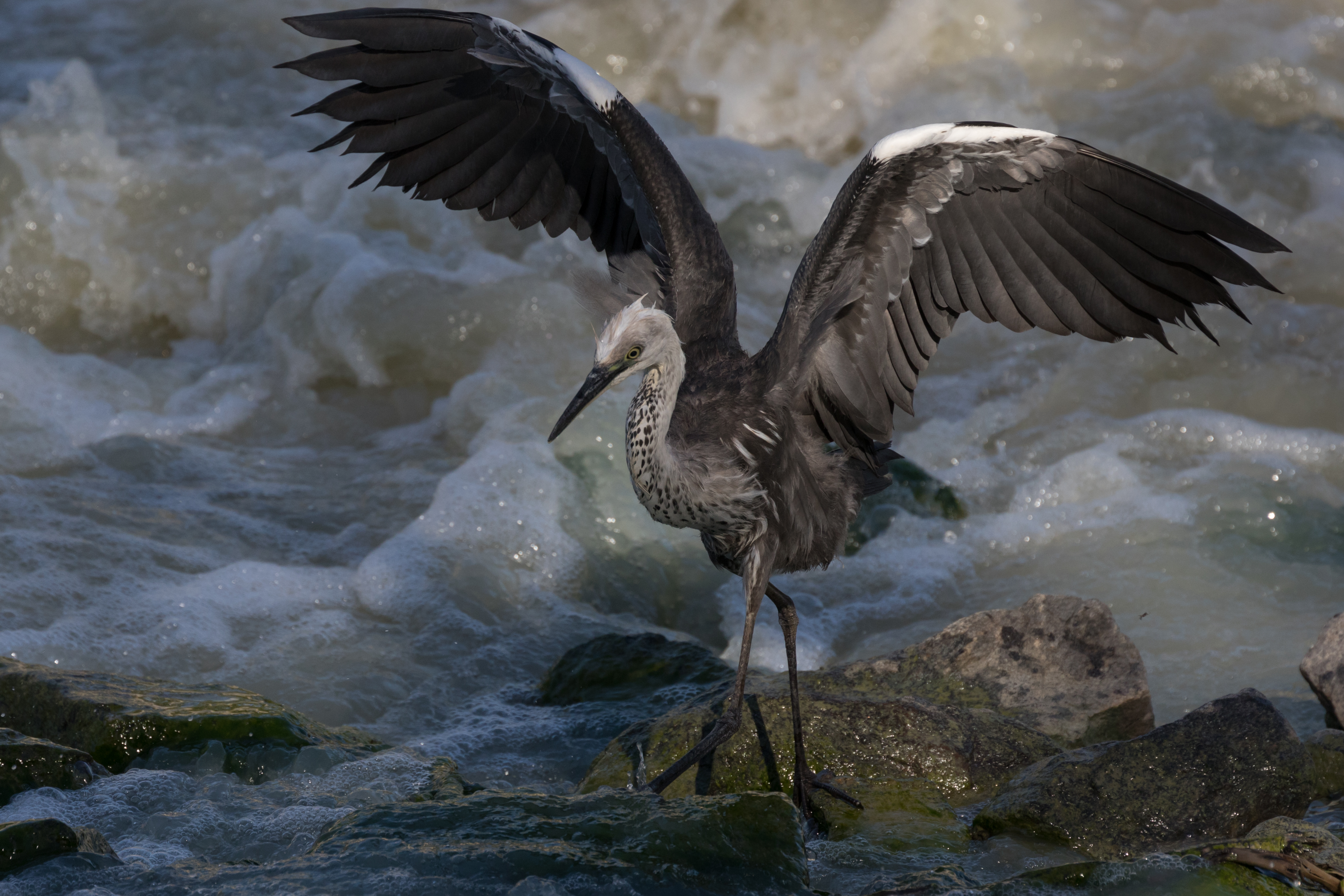